# Prospalta parva
Prospalta parva är en fjärilsart som beskrevs av John Henry Leech 1900. Prospalta parva ingår i släktet Prospalta och familjen nattflyn. Inga underarter finns listade i Catalogue of Life.